# Route nationale 706
Pour les articles homonymes, voir Route 706.
La route nationale 706, ou RN 706, était une route nationale française reliant Montignac à Campagne. À la suite de la réforme de 1972, elle a été déclassée en route départementale 706 (RD 706).

## Ancien tracé de Montignac à Campagne (D 706)
- Montignac
- Thonac
- Tursac
- Les Eyzies-de-Tayac
- Campagne